# Asahi Optical Co. Takumar 55mm f/1.8
De Asahi Optical Co. Takumar 55mm f/1.8 is een objectief voor Pentax-SLR toestellen dat enige bekendheid heeft. Met een brandpuntafstand van 55mm en een diafragmawaarde van 1.8 kan het objectief in lichtarme situaties dienstdoen om redelijk grote scènes te fotograferen. Op camera's met APS-C sensoren is het een goede portretlens.
Het eerste model werd in 1958 geproduceerd en de 55mm f/1.8 bleef in productie tot in 1975. In totaal zijn er niet minder dan 11 verschillende versies op de markt gekomen. De objectieven gebruiken de p-draad (M42x1mm) om gekoppeld te worden aan een fototoestel. Het is vooral bekend voor zijn scherpte en contrast, zowel met het diafragma helemaal open, als op f/8.
Tegenwoordig verschijnen de lenzen nog regelmatig op 2de hands sites waar ze voor enkele tientallen euro's te koop zijn. Eveneens zijn er adapters voor de klassieke merken zoals Nikon, Canon, Pentax of Olympus
| Naam                       | Elementen | Groepen | Mfa  | Gewicht | filtergrootte | van  | tot  |
| -------------------------- | --------- | ------- | ---- | ------- | ------------- | ---- | ---- |
| Takumar                    | 6         | /       | 55cm | 164g    | 46mm          | 1958 | 1958 |
| Auto-Takumar 1             | 6         | /       | 45cm | 175g    | 46mm          | 1958 | 1959 |
| Auto-Takumar 2             | 6         | 5       | 45cm | 215g    | 49mm          | 1960 | 1962 |
| Auto-Takumar 3             | 6         | 5       | 45cm | 164g    | 49mm          | 1962 | 1963 |
| Super -Takumar             | 6         | 5       | 45cm | 215g    | 49mm          | 1963 | 1964 |
| Super -Takumar             | 6         | 5       | 45cm | 215g    | 49mm          | 1964 | /    |
| Super -Takumar             | 6         | 5       | 45cm | 215g    | 49mm          | /    | /    |
| Super -Takumar             | 6         | 5       | 45cm | 215g    | 49mm          | /    | 1971 |
| Super -Takumar             | 6         | 5       | 45cm | 201g    | 49mm          | /    | /    |
| Super-Multi-Coated-Takumar | 6         | 5       | 45cm | 215g    | 49mm          | 1971 | 1972 |
| Super-Multi-Coated-Takumar | 6         | 5       | 45cm | 215g    | 49mm          | 1973 | 1975 |